# Glace de mer
Ne doit pas être confondu avec Banquise côtière ou Banquise de mer.

Fragments épars de glace de mer recouverts de neige.

Lame fine de glace de mer, observée sous une lumière à polarisation croisée. Tous les cristaux (que l'on distingue grâce aux couleurs d'interférence différentes) contiennent des inclusions de saumure (solution saline) et d'air ; inclusions situées dans le plan cristallographique.

La glace de mer est constituée d'eau de mer gelée, et parfois aussi de neige tassée ou d'eau douce gelée (l'eau de mer gèle à une température plus basse - environ -2°C -  que l'eau douce). C'est un composite complexe principalement formé de glace pure dans divers états de cristallisation, de bulles d'air et de poches de saumure incluses. Étant moins dense que l'eau, elle flotte à la surface de l'océan (tout comme la glace d'eau douce, qui a une densité encore plus faible). Selon son âge et son épaisseur, elle sera plus ou moins dense, et perdra plus ou moins de sel.

## Enjeux
Comprendre ses processus de formation et de croissance est important pour les marins, les climatologues, les écologues, les auteurs de simulations mathématiques, pour les spécialistes de la télédétection (en effet la composition et les propriétés microstructurales de la glace affectent la façon dont elle interagit avec le rayonnement électromagnétique).

## Géographie
La glace de mer recouvre environ 7 % de la surface du globe terrestre et environ 12 % des océans du monde,,.
La banquise mondiale, ne persiste que dans les deux régions polaires (banquise arctique au nord, sur l'océan Arctique ; banquise antarctique sur le sud de l'océan Austral), mais durant les périodes glaciaires, elles ont connu une forte extension (en surface et en volume).

## Saisonnalité
La surface de la banquise de mer s'étend fortement durant les mois de nuit polaire, et diminuent durant l'été, selon un cycle annuel qui est un processus naturel dont dépend l'écologie arctique et subaquatique.

## Dynamique

Représentation schématique des principaux types de glace de mer.

La glace de mer ne se contente pas d'épaissir puis de fondre. Durant sa durée de vie, sous l'action combinée des vents, des vagues, des courants et des fluctuations de température, elle se montre très dynamique, subissant d'importantes déformations et présentant une grande variété de types, de morphologies, de caractéristiques de glace, d'épaisseur et d'étendues.

## Classifications (glace côtière ou banquise dérivante, ou banquise)
La banquise est classée selon qu'elle peut dériver ou non, et selon son âge. C'est la glace de mer qui forme une grande partie de la glace dérivante ou la banquise dérivante (à ne pas confondre avec la banquise côtière qui est fixe). Selon leur emplacement, les étendues de glace de mer peuvent aussi incorporer des icebergs. Elle présente souvent une apparence contrastée avec les icebergs, qui sont eux des morceaux de banquise ou de glaciers qui vêlent dans l'océan.
La glace de mer peut être classée comme étant, ou non, attachée au rivage (ou fixée entre des hauts-fonds ou à des icebergs échoués).
- Si elle est attachée, elle est dite banquise côtière.
- Sinon, et contrairement à la banquise côtière, la banquise se trouve plus au large dans des zones très étendues et englobe de la glace qui est libre de se déplacer avec les courants et les vents.

La frontière physique entre la banquise côtière et la banquise est la frontière de la banquise côtière.
La zone de glace de dérive peut être divisée en une zone de cisaillement, une zone de glace marginale et un pack central.
La banquise se compose de floes, des morceaux individuels de glace de mer de 20 mètres (66 pieds) ou plus de diamètre. Selon la taille de ces floes, on les classe en :
- petit - 20 à 100 m (66 à 328 ft) ;
- moyen - 100 à 500 m (330 à 1 640 ft) ;
- grand - 500 à 2 000 m (1 600 à 6 600 ft) ;
- vaste - 2 à 10 kilomètres (1,2 à 6,2 mi) ;
- géant - plus de 10 km (6,2 mi)[5].

Quand la glace de mer ressemble à une grande masse unique (au-delà de 70 % de couverture), elle est appelée simplement banquise ou par son équivalent anglais spécifique pack ice,,.
Le terme banquise est utilisé soit comme synonyme de banquise, soit pour désigner une zone de banquise dans laquelle les floes sont densément compactés,.
Du point de vue de la navigation sous-marine, la couverture globale de glace de mer est parfois dite canopée de glace.

### Classement selon l'âge
Une autre classification se base sur l'âge (et donc sur ses stades de développement, qui sont : nouvelle glace, nilas, jeune glace, de première année et ancienne,.

#### Nouvelle glace, nilas et jeune glace

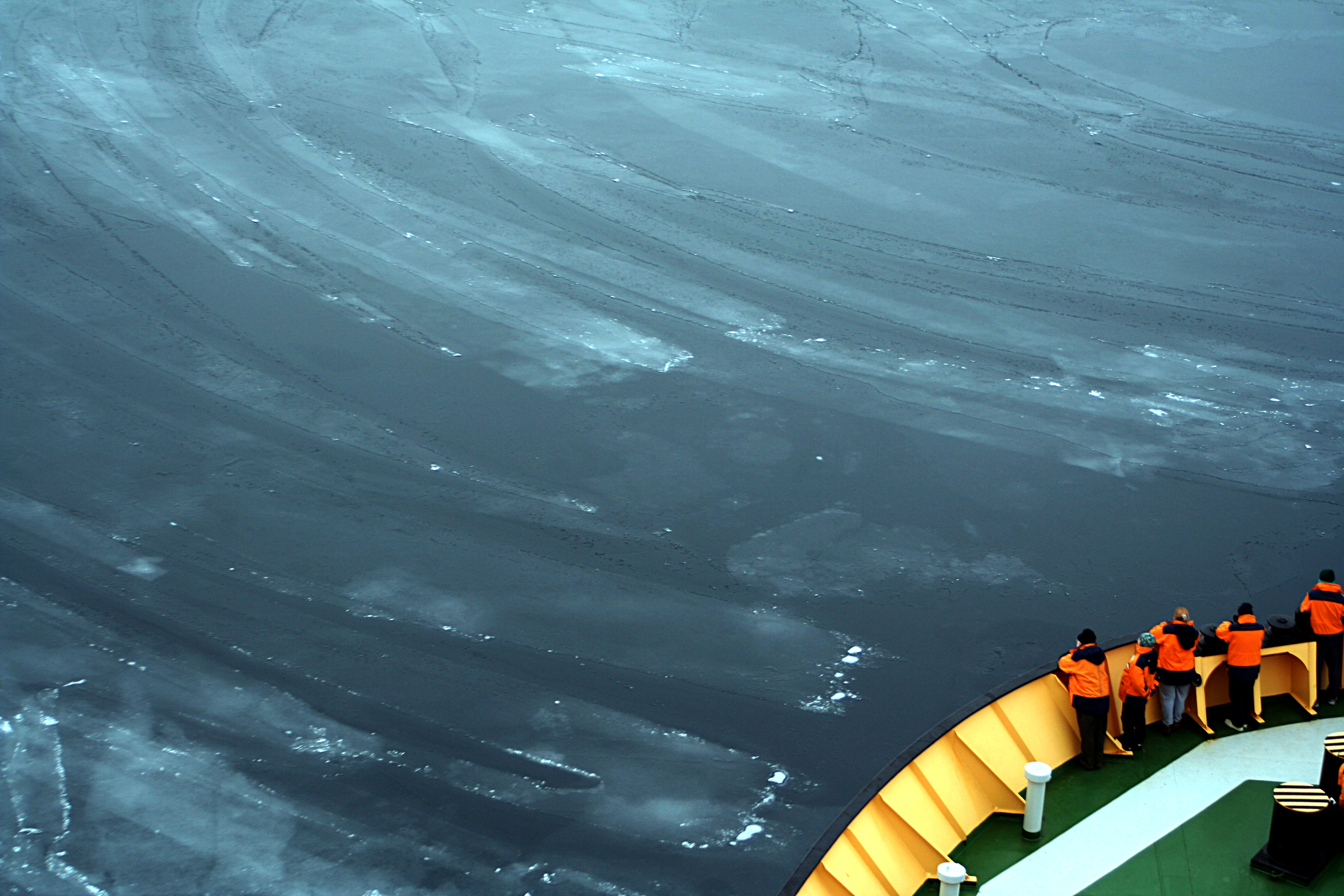
Nilas dans la baie de Baffin.

La nouvelle glace est un terme général utilisé pour désigner l'eau de mer récemment gelée qui ne constitue pas encore de la glace solide. Il peut s'agir de « frasil » (plaques ou spicules de glace en suspension dans l'eau), de « gadoue » (neige saturée d'eau) ou de « shuga » (glace blanche spongieuse de quelques centimètres de diamètre).
D'autres termes, tels que « sorbet » (« Grease ice ») et « glace en crêpe » (« pancake ice »), sont utilisés pour les accumulations de cristaux de glace sous l'action du vent et des vagues.
Exceptionnellement, quand la glace de mer commence à se former sur une plage et avec une légère houle, des « œufs de glace » pouvant atteindre la taille de un ballon de football peuvent se former.
Le mot « Nilas » désigne une croûte de glace de mer pouvant atteindre 10 centimètres (3,9 pouces) d'épaisseur, qui ondule sans casser sous l'effet des vagues et de la houle.
Les nilas sont subsubdivisés en nilas sombres — jusqu'à cinq centimètres d'épaisseur et très sombres, et en nilas clairs — de plus de cinq centimètres d'épaisseur et de couleur plus claire.
La jeune glace est une phase de transition entre la nilas et la glace de première année, et son épaisseur varie de 10 cm (3,9 po) à 30 cm (12 po).

La jeune glace peut être subdivisée en glace grise — 10 cm (3,9 po) à 15 cm (5,9 po) d'épaisseur et glace gris-blanc — 15 cm (5,9 po) à 30 cm (12 po) d'épaisseur.

La jeune glace n'est pas aussi flexible que le nilas, tendant à se briser sous l'action des vagues. Sous compression, elle formera des radeaux (au stade de glace grise) ou des crêtes (au stade de glace gris-blanc).

#### Glace de mer de première année
On distingue la glace de mer de première année (FY), la deuxième année (SY), de la glace pluriannuelle (MY) et la vieille glace.
La glace de mer de première année est plus épaisse que la jeune glace, mais n'a pas plus d'un an de croissance. En d'autres termes, c'est une glace d'automne et d'hiver (après avoir traversé une phase de nilas/nouvelle glace, elle se développe mais sans survivre aux mois de printemps et d'été. L'épaisseur de cette glace varie généralement de 0,3 m (0,98 ft) à 2 m (6,6 ft),. La glace de première année peut être divisée en une couche mince (30 cm (0,98 ft) à 70 cm (2,3 ft)), moyenne (70 cm (2,3 ft) à 120 cm (3,9 ft)) et épaisse (> 120 cm (3,9 ft))),.

#### Vieille glace de mer
La vieille glace de mer est celle qui a survécu à au moins une saison de fonte estivale. Pour cette raison, cette glace est généralement plus épaisse que la glace de mer de première année. La vieille glace est souvent divisée en deux types : la glace de deuxième année, qui a survécu à une saison de fonte, et la glace de plusieurs années, qui a survécu à plus d'une saison. (pour certaines sources la vieille glace doit avoir plus de 2 ans),.
La glace pluriannuelle est beaucoup plus fréquente dans l'Arctique que dans l'Antarctique, car dans le sud la glace de mer dérive vers des eaux plus chaudes où elle fond, alors qu'une grande partie de la banquise nord est enclavée.

## Forces motrices
Comparativement, la banquise côtière parait très stable (car physiquement attachée au rivage ou au fond marin), alors que la banquise de mer subit des processus de déformation constants et relativement complexes, qui sont a source d'une grande variété de paysages de banquise.
Au vu des connaissances actuelles, le vent semble être la première force agissante, avec les courants océaniques, mais la force de Coriolis et l'inclinaison de la surface de la glace de mer ont aussi été invoquées.
Ces forces maintiennent un état de contrainte au sein de la zone de banquise. Une plaque de banquise convergeant vers une autre puis se pressant contre elle va générer un état de compression
La couverture de glace peut aussi subir des effets de plis et de tension (source de fissures). Si deux floes dérivent latéralement l'un contre l'autre tout en restant en contact, cela créera un état de cisaillement.

## Déformation de la glace de mer
Elle résulte des interactions entre les blocs de banquises, plus ou moins poussées les uns contre les autres, avec trois types de résultantes caractéristiques :
1. formation de « glace en radeaux », quand un petit bloc en remplace un autre ;
2. formation de « crêtes de pression » : une ligne de glace brisée s'incline vers le bas (formant la quille du radeau) et vers le haut (formant une voile) ;
3. formation de « hummocks », monticules de glace brisée créant un paysage entièrement bosselé.

Une « crête de cisaillement » est une crête de pression qui s'est formée sous le cisaillement - elle tend à être plus linéaire qu'une crête induite uniquement par la compression.
Une « crête nouvelle » est acérée, et son côté incliné a un angle supérieur à 40 degrés.

Une « crête altérée » est arrondie et ses côtés sont inclinés à moins de 40 degrés.
Les « stamukhi » sont encore un autre type d'empilement (ancrés et donc relativement stationnaires) ; ils résultent de l'interaction entre la banquise côtière et la banquise dérivante.
La « glace plate » est une glace de mer non affectée par la déformation, et donc relativement plate.

## Chenaux et polynies
Les chenaux (souvent étroits et linéaires, d'une largeur variant du mètre au km) et les polynies sont des zones plus ou moins temporairement libres de glace (eaux libres) qui se forment et sont plus ou moins entretenues sein les étendues de glace de mer, même quand les températures de l'air sont inférieures au point de congélation.
Ce sont des interfaces directes entre l'océan et l'atmosphère qui sont très importantes pour la faune.
En hiver, l'eau dans les chenaux gèle rapidement, mais ils peuvent être utilisés à des fins de navigation - même lorsqu'ils sont recongelés, car la glace y est plus mince, permettant aux brise-glaces d'accéder à un chemin de navigation plus facile et aux sous-marins de faire surface plus facilement.
Les polynies sont plus vastes et plus uniformes que les chenaux, avec deux types reconnus :
1. les polynies à chaleur sensible, causées par la remontée d'eau plus chaude
2. les polynies à chaleur latente, résultant des vents persistants du littoral

## Formation de la glace de mer

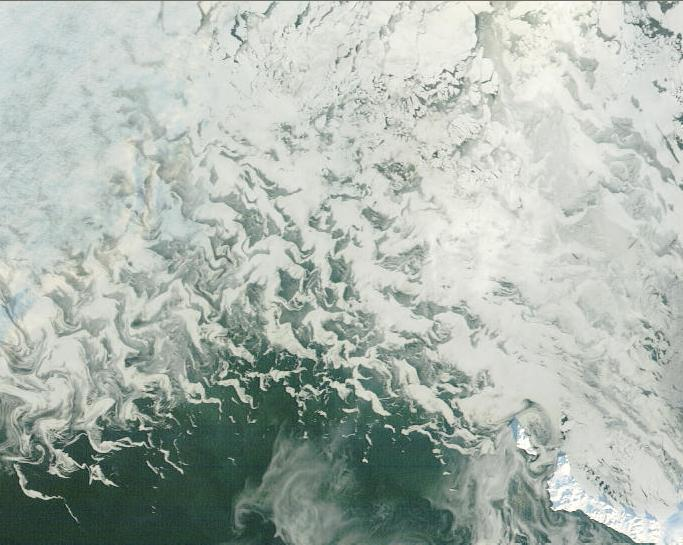
Glace de mer en formation près de l'île Saint-Matthew en mer de Bering, vu de satellite.

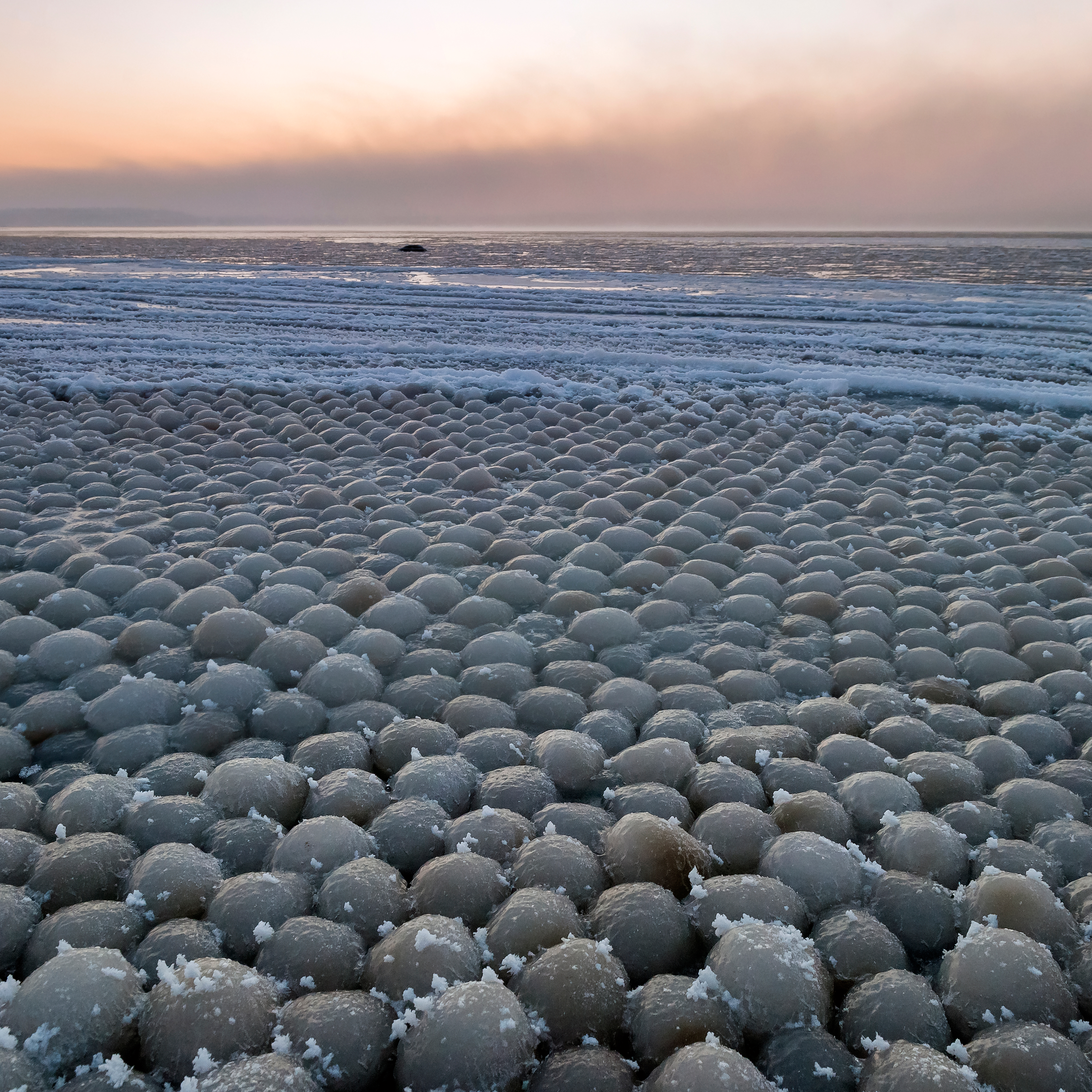
Phénomène rare : formation de boules de glace (ici à Tallinn, en Estonie.

Il suffit que la couche supérieure d'eau refroidisse jusqu'au point de congélation pour qu'une glace de mer commence à se former. La convection de la couche de surface implique les 100 à 150 mètres supérieurs, jusqu'à la pycnocline de densité accrue.
En eau calme, la première glace de mer à se former en surface est une écume de cristaux séparés qui se présentent initialement sous la forme de minuscules disques, flottant à plat à la surface et d'un diamètre inférieur à 0,3 cm (0,12 in). Chacun de ces disques a son axe c vertical et se développe latéralement vers l'extérieur. À un certain point, cette forme de disque devient instable et les cristaux isolés en croissance prennent une forme hexagonale et stellaire, avec de longs bras fragiles s'étendant sur la surface. Ces cristaux ont également un axe c vertical. Les bras dendritiques sont très fragiles et se cassent rapidement, laissant un mélange de disques et de fragments de bras. La moindre turbulence dans l'eau brisera davantage ces fragments en petits cristaux de forme aléatoire qui forment une suspension de densité croissante dans l'eau de surface, formant un type de glace dit frasil ou sorbet. En conditions calmes, les cristaux de frasil gèlent rapidement ensemble pour former une mince couche continue de jeune glace ; à ses débuts, quand il est encore transparent - c'est la glace appelée nilas. Une fois que les nilas se sont formés, un processus de croissance tout à fait différent se produit, dans lequel l'eau gèle au fond de la calotte glaciaire existante, un processus appelé croissance par congélation. Ce processus de croissance produit de la glace de première année.
Dans les eaux agitées, la glace de mer fraîche se forme au fur et à mesure que l'océan perd ses calories dans l'atmosphère. La couche supérieure de l'océan est surfondue jusqu'à légèrement en dessous du point de congélation, moment auquel de minuscules plaquettes de glace (frasil) se forment. Ce processus conduit à une couche de surface pâteuse (sorbet). La formation de frasil peut également être enclenchée par des chutes de neige plutôt que par une surfusion. Les vagues et le vent agissent alors pour comprimer ces particules de glace en plaques plus grandes, de plusieurs mètres de diamètre, appelées crêpes de glace. Ceux-ci flottent à la surface de l'océan et entrent en collision les uns avec les autres, formant des bords retournés. Avec le temps, les plaques de glace à crêpes peuvent elles-mêmes être suspendues les unes aux autres ou congelées ensemble dans une couverture de glace plus solide, connue sous le nom de glace à crêpes consolidées. Une telle glace a un aspect très rugueux en haut et en bas.
Si assez de neige tombe sur la banquise pour abaisser le franc-bord sous le niveau de la mer, l'eau de mer s'écoulera et une couche de glace se formera d'un mélange neige/eau de mer. Ceci est particulièrement fréquent autour de l'Antarctique.

## Cycle annuel de gel/dégel de la mer

Variation du volume de glace de mer arctique (méthode de dessin du système de coordonnées polaires; un cycle par an).

En Arctique, la surface de banquise augmente en hiver d'un minimum en septembre à un maximum en mars ou parfois en février, avant de fondre en été.
Dans l'Antarctique, où les saisons sont inversées, le minimum annuel est généralement en février et le maximum annuel en septembre ou octobre. La présence de glace de mer jouxtant les fronts de vêlage des plates-formes glaciaires influe sur l'écoulement glaciaire et donc potentiellement sur la stabilité de la calotte glaciaire de l'Antarctique,.
La croissance et le taux de fonte sont aussi affectés par l'état de la glace elle-même et son inertie thermique. L'épaississement de la glace en croissance due au gel est lui-même dépendant de l'épaisseur, de sorte que la croissance de la glace ralentit à mesure que la glace s'épaissit.
De même, la glace de mer la plus mince fond plus vite. Ceci explique des comportements différents pour la glace pluriannuelle et la glace de première année.
De plus, les étangs de fonte formés à la surface de la glace lors la saison de fonte abaissent l'albédo, faisant qu'une plus grande quantité de rayonnement infrarouge est absorbée, ce qui par rétroaction accélère la fonte. La présence d'étangs de fonte est affectée par la topographie et la perméabilité de la glace de mer. La glace de première année est plus plate que la glace de plusieurs années en raison de l'absence de crêtes dynamiques, de sorte que les étangs y sont souvent plus grands, avec un albédo plus faible (qui permet mieux au soleil d'atteindre l'océan sous-jacent).

## Lien avec le réchauffement climatique
La fonte de la surface de glace de mer génère de l'eau liquide qui s'accumule dans les dépressions de surface et les approfondit (mares de fonte), jusqu'à atteindre la mer sous-jacente.
La glace de mer est une composante-clé des écosystèmes arctiques et antarctiques, vitale pour diverses espèces polaires, en particulier le phoque et l'ours polaire. Pars son inertie thermique et son albédo (en réfléchissant une grande partie du rayonnement infrarouge du soleil ainsi renvoyé dans l'espace), elle contribue à garder les habitats polaires froids. À ce stade, la relation de la glace de mer avec le réchauffement climatique est cyclique ; la glace aide encore à maintenir les polaires climats frais en été, mais plus la banquise fond, plus sa surface rétrécit, moins elle réfléchit la chaleur solaire qui réchauffe alors l'océan, ce qui accélère la fonte de la glace.
La taille et l'épaisseur de la banquise sont naturellement affectées par les saisons, mais aussi par de petits changements de la température mondiale en raison de ces effets de rétroaction positive. Chaque cycle de rétrécissement de la glace s'auto-entretien, faisant des régions polaires (arctique notamment) les lieux les plus rapidement sensibles au changement climatique sur la planète.
De plus, la glace de mer affecte aussi le mouvement des eaux océaniques. Quand l'eau de mer gèle, une grande partie des sels qu'elle contient est expulsée hors des cristaux de glace, le reste persistant dans la glace. Le sel expulsé est piégé sous la banquise, y rendant la mer plus salée et donc plus dense. Cette eau froide et dense « coule » vers les fonds marins et se déplace le long du pied du plateau continental océanique vers l'équateur, pendant que de l'eau plus chaude à la surface de l'océan se déplace vers les pôles. C'est ce qu'on appelle la circulation thermohaline (qui alimente notamment le Gulf stream et contribue à la distribution de nutriments dans l'océan mondial).

## Suivi et observations

### Déclin régulier
La glace de mer arctique (en superficie et en volume) est en déclin régulier depuis plusieurs décennies, fondant plus vite en été qu'elle ne regèle en hiver. Le quatrième rapport d'évaluation du GIEC (2007) a établi un consensus scientifique sur la cause : principalement le forçage par les gaz à effet de serre. En 2007, ce déclin s'est en outre révélé être plus rapide que prévu par les simulations et modélisations. Une étude de 2011 a suggéré que cela pourrait être lié à une variabilité interne augmentant le déclin de la glace de mer provoqué par les gaz à effet de serre au cours des dernières décennies. Une étude de 2012 basée sur des simulations plus récentes, a également sous-estimé les taux de recul (légèrement inférieurs à ceux réellement observés).
Selon le cinquième rapport d'évaluation du GIEC (2014) le déclin observé depuis 1979 va se poursuivre et la région n'a jamais été aussi « chaude » depuis au moins 4000 ans ; la saison de fonte de l'Arctique s'est allongée d'environ cinq jours par décennie (de 1979 à 2013), dominée par un gel automnal plus tardif. Les changements de glace de mer ont été identifiés comme un mécanisme d'amplification polaire.
En septembre 2020, selon le National Snow and Ice Data Center des États-Unis, la banquise arctique a fondu sur environ 3,74 millions de km2 (donnant la seconde plus petite superficie de glace de mer depuis le début des enregistrements en 1979).

### Glace de mer et mercure
L'étude des taux de mercure et la spéciation de ce métal dans la glace de mer et dans la banquise, ainsi que l'étude des relations entre glace et cycle du mercure concerne essentiellement la région polaire arctique.
On y a constaté que le méthylmercure est l'un des polluants les plus problématiques dans les écosystèmes arctiques, en raison notamment de sa tendance à la biomagnification dans la pyramide alimentaire.
On sait maintenant aussi que la glace, glace de mer notamment, y régule les échanges air-mer d'espèces volatiles de mercure (Hg) comme le diméthylmercure (DMHg, hautement toxique) ou le Hg élémentaire (le mercure est le seul métal volatil à température et pression ambiante).
Cette glace est aussi connue pour héberger des microbes méthylants Hg qui produisent du monométhylmercure (MMHg) beaucoup plus neurotoxique que le mercure pur, et bioamplifiant.
Selon un bilan scientifique publié en 2021, la glace de mer arctique représente vers 2020 57 % de la production primaire totale dans l'océan Arctique, ce qui suggère qu'elle pourrait être la principale source de relargage de MMHg dans les réseaux trophiques arctiques.
Cette étude montre :
- l'importance de la composition de la glace de mer sur les budgets de méthylmercure (MeHg) de cette glace de mer (MeHg = DMHg + MMHg)[26] ;
- que durant la période récente, la croissance de la pollution mercurielle globale a été enregistrée dans la glace[26] ;
- qu'en 40 ans (de 1979 à 2020, séquence temporelle de l'étude) le passage d'une glace de mer plus ancienne (à moindre teneur en méthylmercure) à une glace de mer plus jeune (plus polluée et à teneur en MeHg plus élevée) a causé une hausse très significative des teneurs en méthylmercure (+40 % du MeHg par mètre carré de glace de mer) ; ceci, malgré une baisse de 45 % du volume de glace de mer totale en raison du réchauffement climatique[26] ;
- environ un tiers du bilan de glace de mer MeHg est du DMHg. Quand la glace de mer fond en été, elle pourrait donc contribuer de 0,03 à 2,7 pmol de DMHg par mètre carré et par jour dans l'air, soit autant que la diffusion de l'eau (0,48 - 2,8 pmol de DMHg/m2 / jour)[26] ;
- contrairement à ce que certains pensaient, en dépit d'une perte rapide de taille et de volume de la banquise arctique, l'exposition du biote local[26] ; et incidemment des Inuits et des consommateurs de produits de la mer pourraient ne pas diminuer, voire augmenter (car du mercure est aussi libéré par les pergélisols qui fondent).

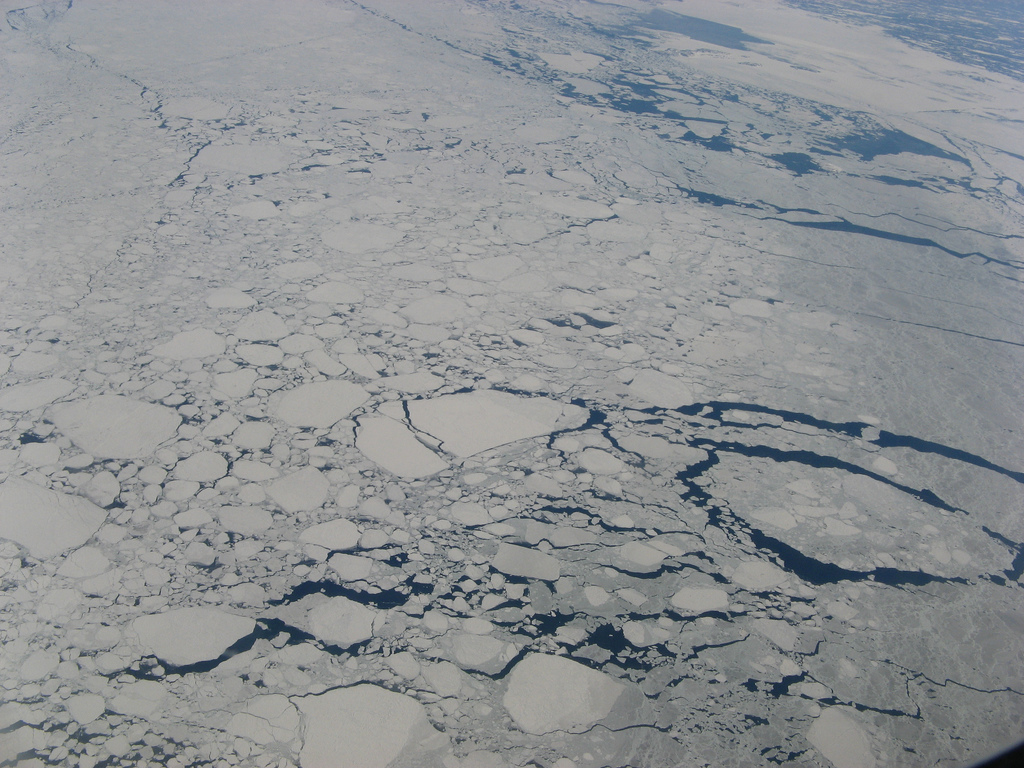
Glace de mer près de la côte du Labrador.
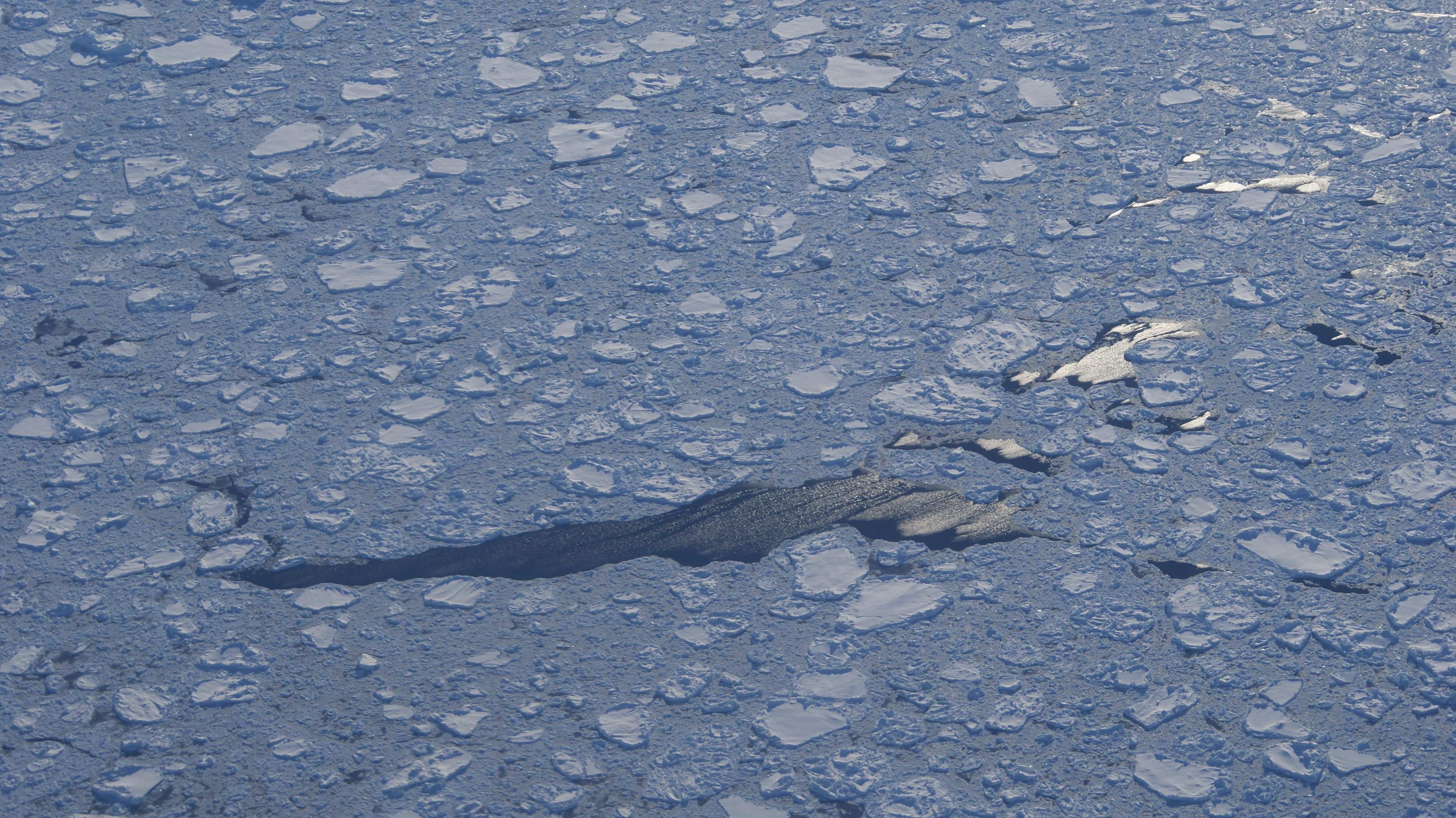
Ensemble lâche de plaques, avec un vide se développant au centre (sud-est du Groenland).
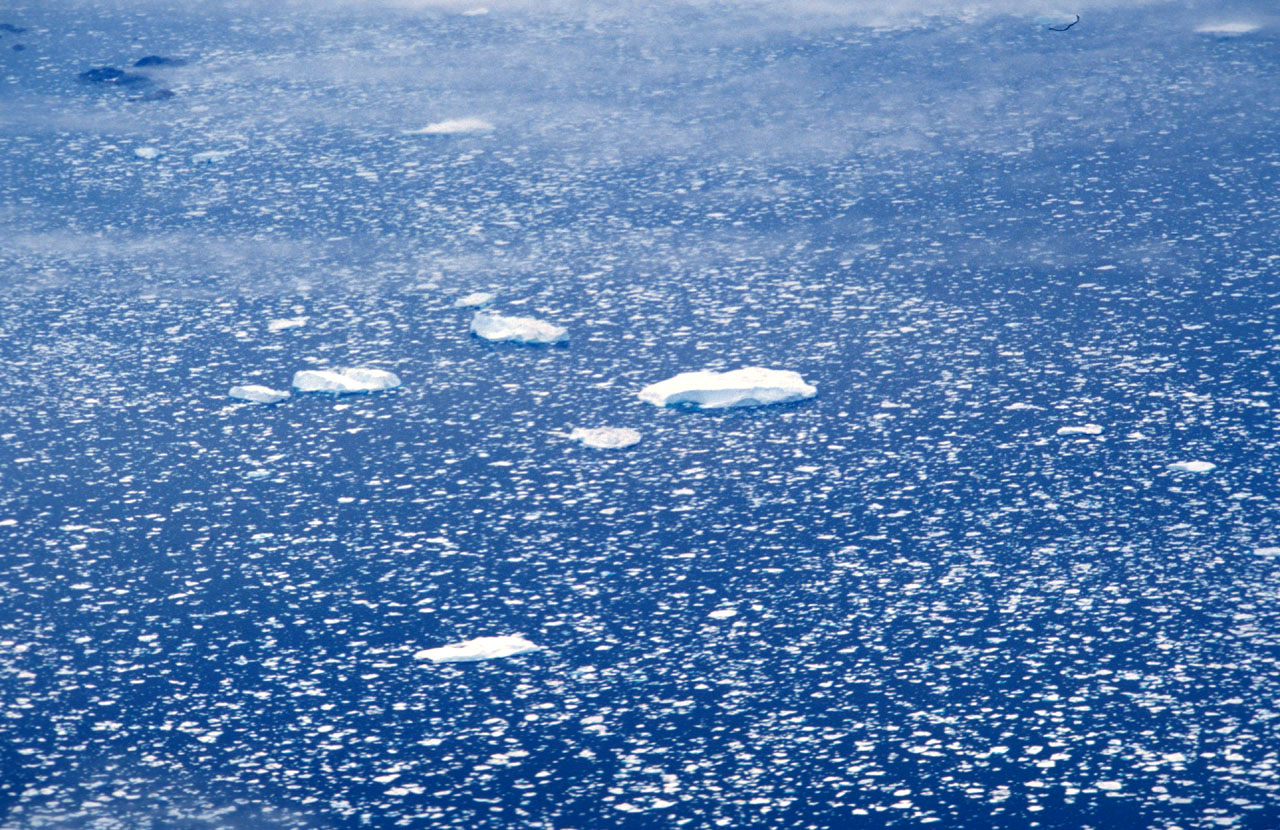
Glace en dérive.
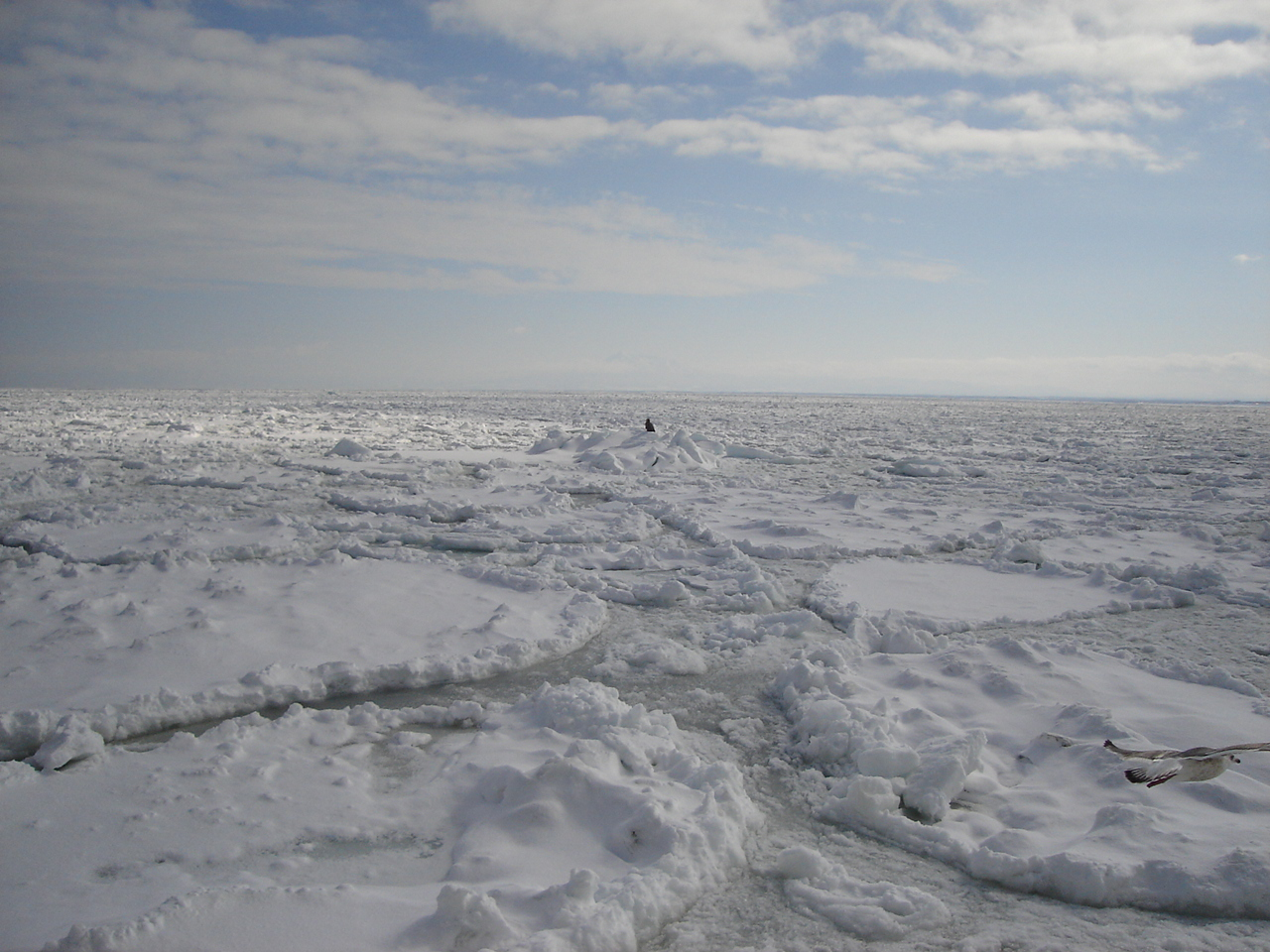
Vue rapprochée sur une banquise : plusieurs petits floes arrondis sont séparés par de la neige fondante ou du sorbet. (Oiseau en bas à droite pour l'échelle).
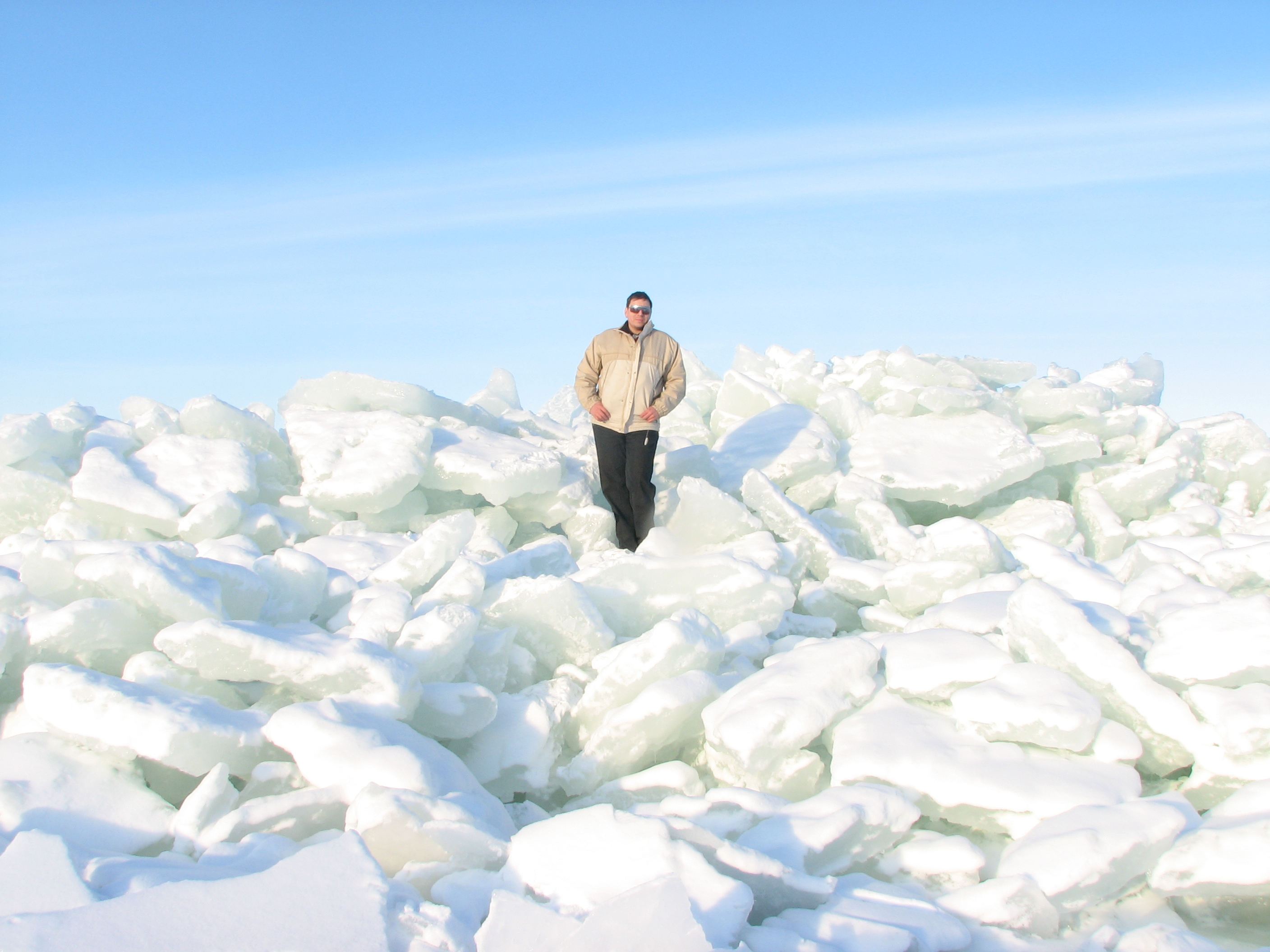
Exemple de hummock, d'environ 20 à 50 cm sous une fine couche de neige.
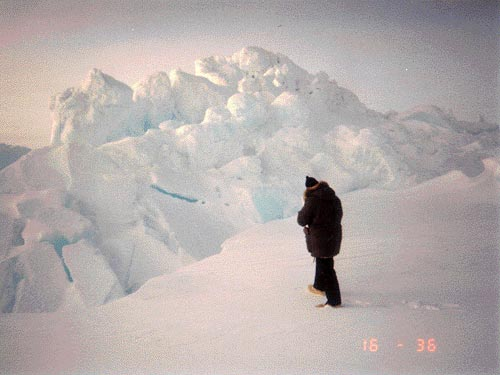
Crête de pression (seule la « voile » est visible ; la quille est dans l'eau).
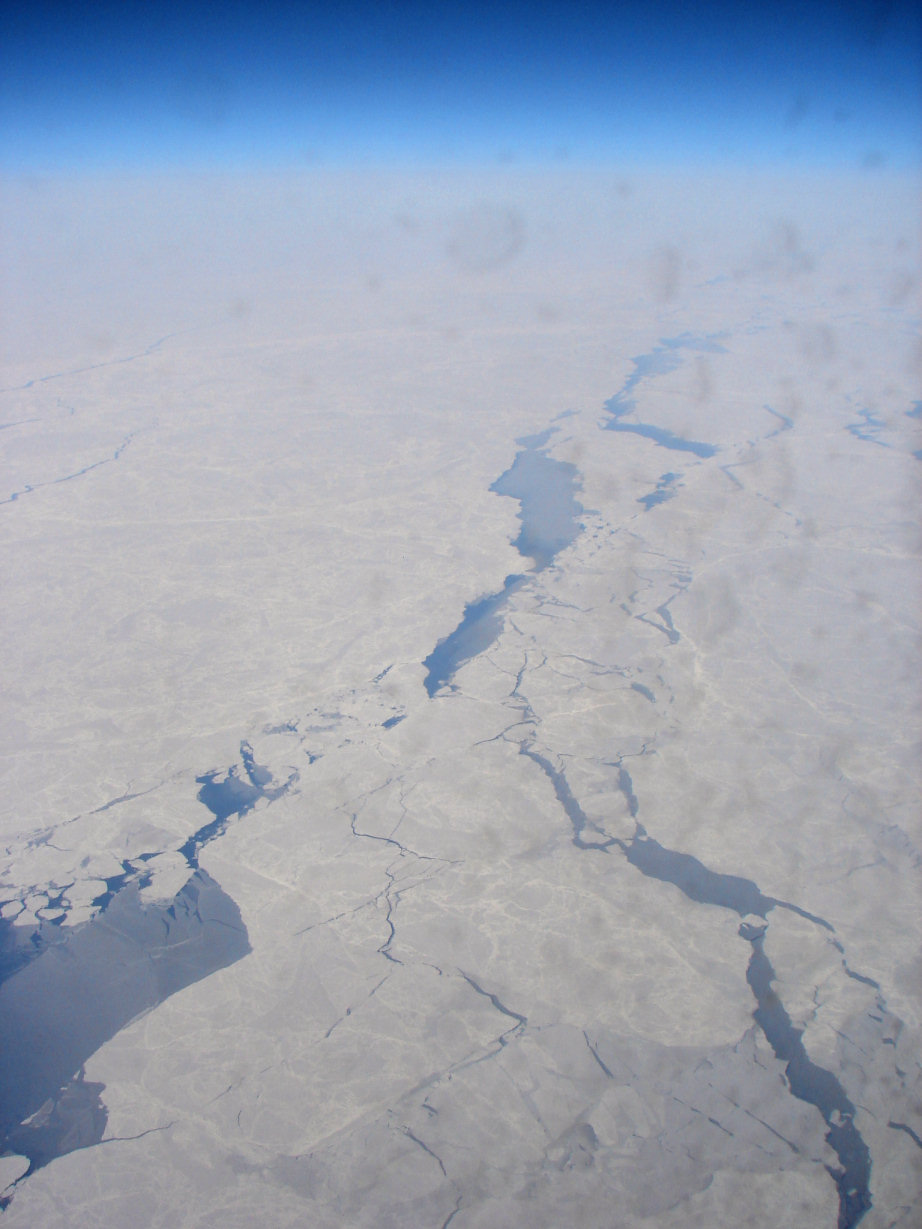
Zone d'eau libre à l'intérieur de chenaux, déjà recouverte de « nouvelle glace », en bleue légèrement plus claire (mer de Chukchi entre Chukotka et l'Alaska.)